# Nicolas-François de Langon
Nicolas-François de Langon est un militaire et homme politique français né le 5 mars 1742 à Grenoble (Isère) et décédé le 5 janvier 1816 dans la même ville.

## Biographie
Militaire de carrière, il est maréchal de camp. Il est élu député de la Noblesse aux États généraux de 1789 pour la province de Dauphiné. Il rejoint rapidement le tiers-état et participe aux discussions de la nuit du 4 août.

## Sources
- « Nicolas-François de Langon », dans Adolphe Robert et Gaston Cougny, Dictionnaire des parlementaires français, Edgar Bourloton, 1889-1891 [détail de l’édition]